# 安達斯·卡姆
安達斯·卡姆（英語：Andraž Kirm，1984年9月6日—），是一名斯洛文尼亞足球运动员，司职中場，目前效力波甲球队克拉科夫。

## 生涯

### 球會
在小球會斯马特诺（NK Šmartno）開始他的職業生涯後，他在2002年加盟斯洛万（NK Slovan），斯洛万是一家著名於培訓年輕球員的球會。2004年，他加盟斯沃博达（NK Svoboda），他在球會濟身到一線隊之中。而他的天賦並沒有被忽視，2005年夏季，他加盟斯洛文尼亞的甲組球會當姆薩尼。在2005/2006賽季下半季，他發現自己在首發陣容的立足之地。在2007年和2008年他協助球隊贏得聯賽冠軍。在2008年夏天有談論說他轉會至意甲切爾禾，但他決定留隊助當姆薩尼晉身歐聯資格賽。2009年7月2日，他離開當姆薩尼加盟克拉科夫，並簽署了5年合約。

### 國際賽
卡姆首次為國家隊上陣是在2007年8月於一場友誼賽中對陣黑山。從那時起，他已經成為科克領導的國家隊其中一名重要球員。

## 榮譽

### 當姆薩尼
- 斯洛文尼亞甲組聯賽: 2006-07 , 2007-08
- 斯洛文尼亞超級盃: 2007
- 波蘭足球甲級聯賽: 2010-2011

## 連結
- Career details （页面存档备份，存于）
- Player profile - NZS （页面存档备份，存于）
- Player profile - NK Domžale （页面存档备份，存于）